# Étienne Dupérac

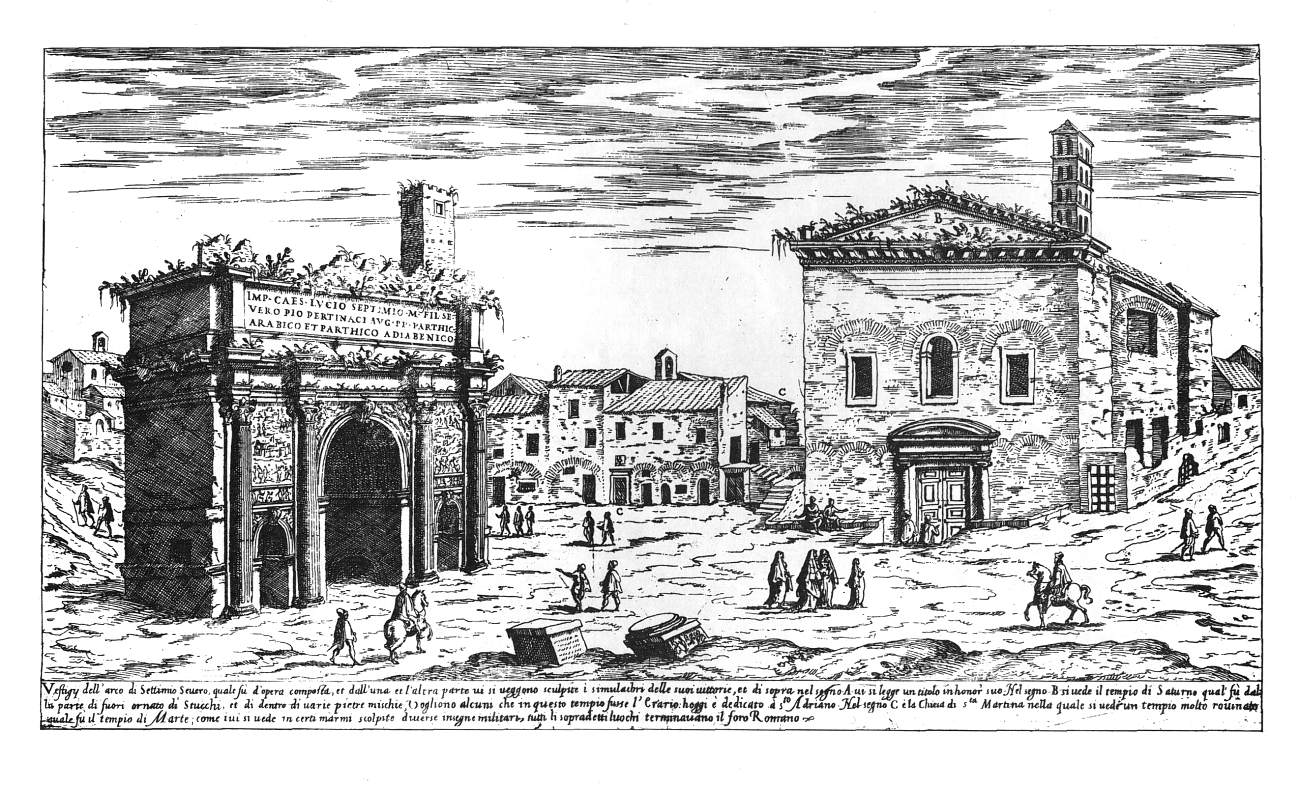
Gravyr som visar Comitium med Septimius Severus-bågen och kyrkan Sant'Adriano in Tribus Foris (Curia Iulia).

Étienne Dupérac, född omkring 1525 i Paris, död där i mars 1604, var en fransk målare, gravör och antikforskare.
Étienne du Pérac publicerade 1575 I vestigi dell'antichità di Roma, en samling gravyrer med motiv från samtidens Rom. Två år senare gav han ut en karta över Rom.